# Patones
Patones è un comune spagnolo di 354 abitanti situato nella comunità autonoma di Madrid.